# Phorbas tenuispiculatus
Phorbas tenuispiculatus är en svampdjursart som först beskrevs av Arthur Dendy 1896.  Phorbas tenuispiculatus ingår i släktet Phorbas och familjen Hymedesmiidae. Inga underarter finns listade i Catalogue of Life.